# RAF Northolt
RAF Northolt (engelska: Royal Air Force Northolt) är en flygplats i Storbritannien.   Den ligger i Greater London och riksdelen England, i den södra delen av landet, i London Borough of Hillingdon 21 km väster om Londons centrum. RAF Northolt ligger 37 meter över havet.
Terrängen runt RAF Northolt är platt. Runt RAF Northolt är det mycket tätbefolkat, med 4 670 invånare per kvadratkilometer. Närmaste större samhälle är Slough, 13,2 km väster om RAF Northolt. Runt RAF Northolt är det i huvudsak tätbebyggt.